# Luis López Méndez
Luis Ceferino López Méndez Núñez y Mesa de Aguilar (Caracas, 1758-Casablanca, 1841) fue un abogado y diplomático venezolano. Había ejercido como profesor de filosofía de la  Real y Pontificia Universidad de Caracas en 1777 y en 1797 fue nombrado alcalde ordinario de Caracas.

## Vida pública
A raíz de los sucesos del 19 de abril de 1810, fue enviado como representante de la Junta de Caracas a la ciudad de Londres junto con Simón Bolívar y Andrés Bello con el fin de obtener el reconocimiento del gobierno británico que para ese entonces tenía como prioridad la derrota militar de Napoleón Bonaparte. En este ajedrez de intereses, Londres, a propósito del ataque de Bonaparte a países aliados de Gran Bretaña, buscaba restar aliados al emperador para sumarlos a la coalición antifrancesa; aliados que hasta hacía poco habían oscilado entre uno y otro bando, casos España al oeste, y Rusia al Este europeo.  El grupo salió el 4 de junio de 1810 de La Guaira a bordo de la corbeta "Wellington", cedida por el gobierno británico, y llegó al puerto inglés de Portsmouth el 29 de junio.
Así, con la llegada de la delegación venezolana el 30 de junio de 1810 a Londres, el gobierno británico, que respaldaba a España -nación ésta que desde 1808 sostenía una fiera guerra contra el ejército napoleónico-, ponderaba dos circunstancias: de una parte garantizar la continuidad de la postura antifrancesa de los peninsulares; y de la otra presionar al Consejo de Regencia establecido en Cádiz, mediante cierta manifestación de apertura formal a favor de los representantes americanos, para que España abriese al comercio británico las colonias del Nuevo Mundo, a lo cual se había manifestado adversa hasta entonces.
Luego de la primera reunión del 16 de julio de 1810 en Londres con el Secretario de Estado de Asuntos Exteriores, el marqués Richard Wellesley, hubo seis encuentros más; el último, el 9 de septiembre. Ya el 21 de julio, Bolívar entrega una Nota Verbal protestando la exigencia del embajador español el Duque de Albuquerque, de que si fracasaba la mediación del Reino Unido, este país apoyase a España en el sometimiento de los rebeldes venezolanos.
“Esta actitud de complacencia del gobierno británico [en cuanto a recibir extraoficialmente a representantes de Venezuela], obligó al embajador de España a protestar por la manera insólita cómo se atendía a los ‘facciosos venezolanos’ como los llamaba. Wellesley, deseoso de conservar para el Reino Unido su posición de mediadora entre España y las colonias invitó al embajador español y a los diputados venezolanos a una reunión informal para considerar las diferencias y llegar a un acuerdo que permitiera unir los esfuerzos del Nuevo Mundo a la guerra contra el enemigo común: Bonaparte. A esta reunión se negó a concurrir a última hora el embajador español, quien se dirigió a Wellesley, informándole que aceptaba la propuesta de mediación con la expresa condición de que si no se llegaba a un acuerdo definitivo, el Reino Unido uniría sus esfuerzos diplomáticos y militares a los del Gobierno español para debelar la rebelión en Venezuela. Tal intransigencia llevó a Bolívar a manifestar al ministro británico que Venezuela aceptaba la mediación si ella no entrañaba el reconocimiento del Consejo de Regencia, sobre cuya legitimidad los venezolanos tenían serias objeciones”. Los comisionados venezolanos junto al general Francisco de Miranda y José de Antepara asistieron a la recepción de estado que les brindó en el Foreign Office el ministro Richard Wellesley a nombre del gobierno de su Majestad británica Jorge III. Esta comisión fue aclamada por la prensa británica y obtuvo el ofrecimiento de un respaldo de la flota británica en caso de que Francia atacara a las costas de Venezuela, en apoyo al régimen español de las Cortes de Cádiz, cuyo embajador en Londres volvió a protestar por el tratamiento altamente honroso dado a "Los insurgentes". 
La misión venezolana en Londres, abrió un primer ‘boquete’ en la opinión pública europea, recibiendo atención de periódicos como The Times, que le dedicó varios artículos con el título de "embajadores de la América del Sur". Sólo esto constituía en sí un logro significativo, por cuanto entonces en Europa nadie conocía de los acontecimientos de la América hispana. El primer ministro Wellesley y los venezolanos acordaron “dejar en Londres un delegado que ‘sacudiese la opinión’. Tal rol lo tomaría Luis López Méndez, mientras que Wellesley facilitó a Bolívar la corbeta Shaphire para su regreso a Venezuela.
López Méndez y Bello permanecieron en Londres gestionando todo tipo de apoyo institucional además del suministro de insumos y material de guerra para la independencia de Venezuela y la Nueva Granada. Hicieron amistad con los rioplatenses Vicente Pazos Kanki, Manuel de Sarratea, Manuel Belgrano y Bernardino Rivadavia quienes trataban de coronar como rey del Río de la Plata a un hermano de Fernando VII, Francisco de Paula de Borbón, con el aval de su padre, Carlos IV. Las negociaciones llegaron bastante lejos, e incluso redactaron un proyecto de constitución monárquica; como el mismo príncipe se negó, planearon secuestrarlo para coronarlo en Buenos Aires. 
En 1817 López Méndez fue el responsable de despertar el entusiasmo, buscar voluntarios y contratar a mercenarios europeos en su mayoría británicos y alemanes veteranos de las guerras napoleónicas. Su labor fue tan importante, que Bolívar lo llamó: “el verdadero libertador de Colombia”. Esta labor la llevó a cabo en medio de grandes dificultades: el Estado naciente de Venezuela no le daba apoyo económico ni información necesaria para llevar a cabo su misión, y el gobierno británico no lo terminaba de reconocer como embajador por su alianza con España. Incluso tuvo que padecer prisión por las deudas que adquirió.
En 1821 la República de Colombia le revocó los poderes conferidos y le ordenó regresar para dar cuenta de su misión. Sin embargo, en 1822 fue nombrado agente diplomático ante las cortes de Francia, Países Bajos y Ciudades hanseáticas.

## Últimos años de vida
Viajó a Lima en 1826 y, al año siguiente, López Méndez se sumó a la conspiración del coronel José María Bustamante, opuesto al proyecto bolivariano de creación de Bolivia. En compañía de Bustamante y otros conspiradores llegó a Guayaquil y de allí pasó a Cuenca, en Ecuador, donde el oficial José Ramón Bravo, al frente del batallón Rifles (conformado en su mayoría por mercenarios irlandeses que el mismo había contratado en Londres), redujo a prisión a Bustamante y a cuarenta de sus oficiales. López Méndez, director de la imprenta de los conjurados, fue enviado prisionero a Bogotá. 
Al poco tiempo fue liberado y se dirigió a Chile, donde murió en la población de Casablanca (Provincia de Valparaíso) en 1841. Sus restos no han podido ser localizados.
En la Plaza Mayor de Casablanca se colocó en 1970 un monumento recordatorio de este pundonoroso venezolano, que cumplió a cabalidad la misión de búsqueda de legionarios, armas y equipos para aumentar la capacidad operativa necesaria para el éxito de las operaciones militares emancipadoras de América del Sur.